# Kai Bussenius

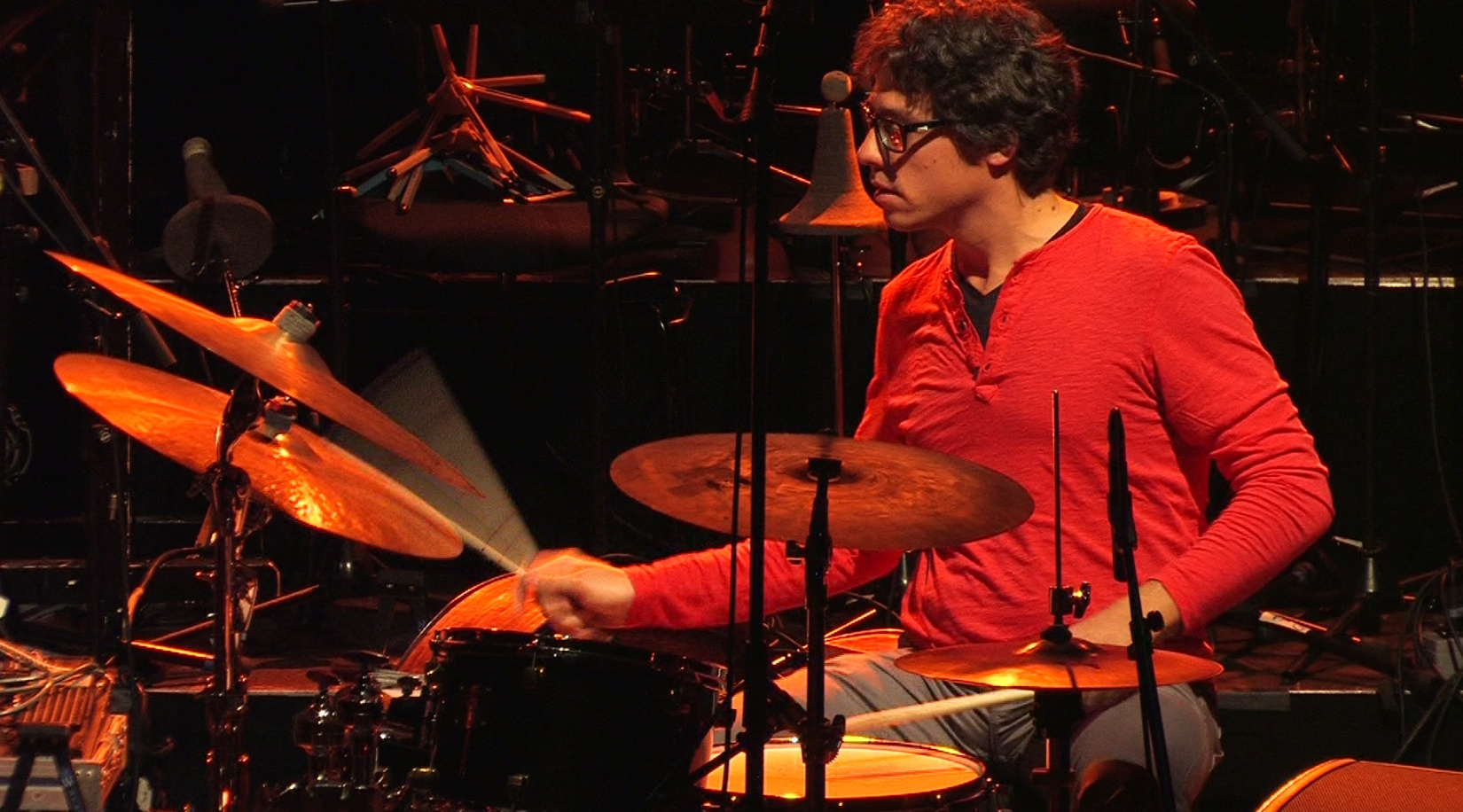
Kai Bussenius

Kai Lukas Bussenius (* 30. Juni 1976 in Bremen) ist ein deutscher Jazz-Schlagzeuger.

## Leben und Wirken
Bussenius erlernte das Schlagzeug-Spielen seit dem Alter von neun Jahren. Von 1996 bis 2002 studierte er an der Hochschule für Musik und Theater in Hamburg Schlagzeug bei Wolfgang Haffner, Hans Dekker, Ed Thigpen, Gene Jackson und Gerry Brown.
Musikalische Impulse erhielt er vom Fachbereichsleiter Dieter Glawischnig und von Wolfgang Schlüter. Von 1999 bis 2002 war Bussenius Mitglied im Bundesjazzorchester unter Leitung von Peter Herbolzheimer.
Bussenius leitet seit 2002 sein eigenes Trio mit Michael Wollny am Klavier und Lucas Lindholm am Kontrabass. Die CD This Town erschien 2004 bei Mons Records. Mit Boris Netsvetaev und Philipp Steen bildete er im selben Jahr das Hammer Klavier Trio.
Als Sideman spielte er bei Musikern wie John Abercrombie, Kenny Wheeler, Lew Soloff, Franco Ambrosetti, Gary Husband, Wolfgang Schlüter, Herb Geller, Dave Liebman, Joja Wendt, Buggy Braune, Tom Gäbel und Ulita Knaus.

### Stipendien
Bussenius erhielt ein DAAD-Stipendium, das er 2004 bis 2005 in New York verbrachte. Im Jahre 2007 erhielt er das Jazz-Stipendium der Dr. E. A. Langner-Stiftung für Hamburger Jazzmusiker.

## Diskographische Hinweise
- 2012 Hammer Klavier Trio Rocket In The Pocket (Jan Matthies Records)
- 2009 Bach Jazz Quartet Bach Jazz Quartet (nrw records)
- 2009 Andreas Schmidt/Peter Weniger/Andreas Henze/Kai Bussenius schmidt happens! (cracked anegg records)
- 2008 Wolfgang Schlüter Quartet Four Colours (Skip Records)
- 2008 Andreas Schmidt & David Liebman & Friends In Berlin (JazzHausMusik)
- 2005 ernstblau songs (and stories)
- 2004 Kai Bussenius Trio This Town (Mons Records)
- 2004 Lisa Bassenge Trio Three (minor music)
- 2002 Turner Hendrickxs Group Turner Hendrickxs Group (birdland records)